# Referendum w Irlandii w 1986 roku
Referendum w Irlandii w 1986 roku – referendum przeprowadzone w Irlandii 26 czerwca 1986 roku w celu zatwierdzenia 10. poprawki do konstytucji tego kraju, która miała na celu dopuścić możliwość przerywania małżeństwa w drodze rozwodu. Poparcie dla poprawki wyraziło 538 279 (36,5%), a sprzeciw 935 843 (63,5%) głosujących.